# Palas Pasemah
Palas Pasemah is een bestuurslaag in het regentschap Lampung Selatan van de provincie Lampung, Indonesië. Palas Pasemah telt 2365 inwoners (volkstelling 2010).